# Teatro Nacional de Baréin
El Teatro Nacional de Baréin ( en árabe: مسرح البحرين الوطني‎, también conocido como el Anfiteatro Nacional de Baréin ) es un complejo de edificios frente al mar situado en Manama junto al Museo nacional de Baréin, y consta de un auditorio principal de 1001 asientos y un teatro de ensayos flexible más pequeño de 150 asientos. Inaugurado el 12 de noviembre de 2012 y con un costo de $ 50 millones, el teatro abarca un área de 11 869 metros cuadrados (127 756,9 ft²) convirtiéndolo en el tercer teatro más grande de Oriente Medio.

## Construcción
Los planes para la construcción de un nuevo teatro se iniciaron en 2003, pero se retrasaron por razones desconocidas. El establecimiento de un teatro nuevo y más grande aliviaría la presión sobre el envejecido teatro Cultural Hall de 670 asientos, que había tenido problemas para albergar eventos teatrales durante los programas de Primavera de la Cultura. En diciembre de 2007, el Ministerio de Obras y Vivienda lanzó oficialmente el proyecto, habiendo presentado un diseño conceptual y la construcción programada para comenzar en junio de 2008 y completarse en junio de 2010. Razones desconocidas provocaron el retraso de la construcción del proyecto hasta 2011.
El teatro en sí fue construido en el sitio demolido de Bahrein Heritage Village, que a su vez fue construido en la década de 1980 y estaba destinado a ser una réplica de un pueblo típico de Baréin. Heritage Village se trasladó a Arad en la vecina isla de Muharraq en diciembre de 2009 para ahorrar costes.
La construcción comenzó oficialmente de junio a julio de 2011 y continuó hasta noviembre de 2012. En julio de 2012 se temía que la construcción del teatro no se completara a tiempo para coincidir con los programas culturales ya programados del país. Como resultado, el Ministerio de Obras Públicas reclutó a un total de 700 personas para trabajar en el sitio, 625 de las cuales trabajaron durante el día y el resto durante la noche para garantizar que no se produjeran retrasos. Los postes de acero de la entrada principal se arreglaron en julio de 2012, así como las paredes de revestimiento del auditorio principal. En los últimos meses de construcción se instalaron unidades de aire acondicionado, materiales de cuero y vidrio.

## Diseño

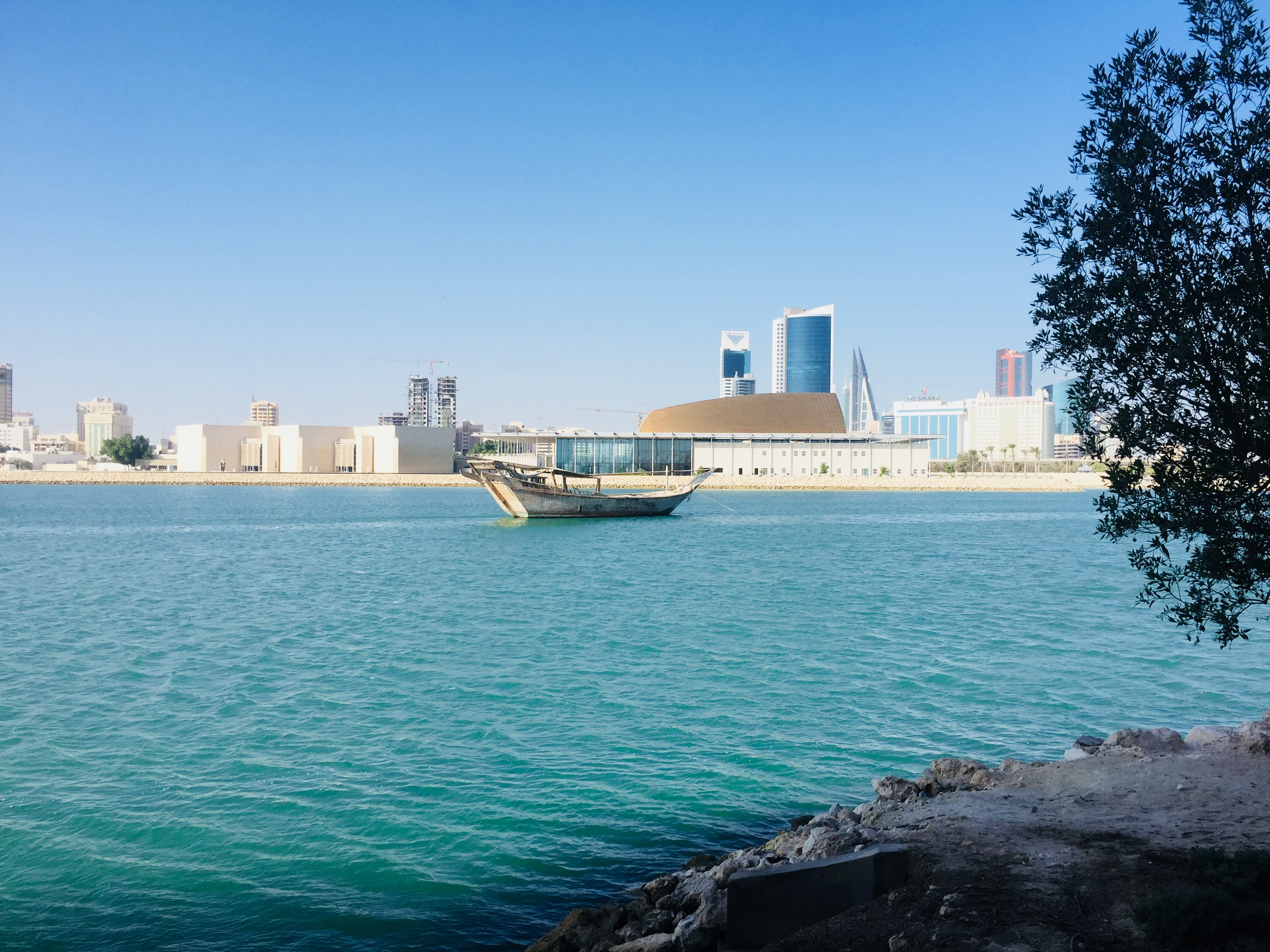
Vista del teatro y un dhow de la isla de Muharraq.

El teatro fue diseñado por la compañía francesa Architecture-Studio, con Atkins como consultor local. Otros consultores fueron Theatre Projects Consultants, SETEC Bâtiment, XU Acoustique y L'Observatoire. La estructura del teatro se construyó como un edificio en forma de vidrio cúbico, junto a un lago artificial que estaba destinado a proporcionar un paseo para los visitantes, con el techo revestido en color dorado. Algunos comentaristas han calificado el teatro como un "tema de las mil y una noches". Los arquitectos querían que el techo creara un efecto de "joya de oro brillante" y, como resultado, los paneles de revestimiento de acero inoxidable se midieron y se enviaron a una empresa británica Rimex para agregar un compuesto no identificado para producir este efecto. El piso del vestíbulo está hecho de piedra Paloma de Italia, con las paredes hechas de vidrio, lo que permite a los visitantes obtener una vista despejada de la laguna exterior. El vidrio se basó en un sistema de acristalamiento único que implicó el uso de paneles de vidrio de 54 mm de espesor que actuaron como el componente estructural principal para mantener el vidrio principal en su lugar. Estas piezas principales de vidrio eran de 11 metros (36,1 pies) altura y se unieron a las aletas de vidrio de la estructura mediante un tipo especial de silicona con extrusión de aluminio.  Cada aleta de vidrio pesaba hasta 800 kg.
Las columnas verticales que soportan el techo se mantuvieron relativamente estrechas mediante el diseño de un tubo de acero grueso relleno de hormigón para que sirviera de muro. Esto se logró colocando las columnas en su lugar y luego vertiendo una lechada de cemento en el interior para endurecerlas. Las unidades de aire acondicionado del edificio debían estar fuera de la vista de los visitantes por razones estéticas y se ha diseñado un sistema de ventilación que abarca todo el perímetro del edificio y que trae aire fresco a través de rejillas ocultas entre los vidrios. El interior del auditorio de 1001 asientos está revestido con Elmwood canadiense acústicamente sordo, que estaba destinado a dar a los visitantes la impresión de estar en un Dhow. De hecho, los 1001 asientos representan simbólicamente las mil y una noches árabes. Los asientos miran a 18 metros (59,1 pies) largo escenario en un método de asientos con rastrillo que fue diseñado para mejorar el punto de vista de la audiencia. El frente y el proscenio, que cubre un área de 19.000 mx 10.500 m, del escenario se modificaron especialmente para presentar una variedad de diferentes métodos de puesta en escena, con el foso de la orquesta encima de Serapid LinkLift Systems para alterar el tamaño del escenario y el auditorio. El Orchestra Pit Lift se compone de dos mitades para mayor versatilidad. Un carro de asientos se puede mover manualmente para llenar el foso de la orquesta y ampliar la capacidad de los auditorios. El teatro de ensayos de 150 asientos tiene un doble propósito y se puede utilizar para albergar conferencias y ensayos, además de servir como un pequeño teatro, con diferentes disposiciones de asientos y configuraciones de escenario. Estos asientos y configuraciones se pueden transportar utilizando una unidad de asiento retráctil y un sistema de plataforma desmontable donde las configuraciones se pueden construir a partir de un kit listo para usar.

## Inauguración
El teatro se inauguró como estaba previsto el 12 de noviembre de 2012 en una ceremonia de apertura a la que asistió el rey de Baréin Hamad bin Isa al-Khalifa. En su discurso de apertura, elogió a los miembros de Baréin del mundo literario y también a Shaikha Mai bin Mohammed Al Khalifa, el ministro de cultura que sugirió por primera vez la construcción del teatro.
En noviembre de 2012, el teatro hizo su presentación debut con Plácido Domingo actuando en un concierto frente al mar, pocos días después de la apertura del teatro. La segunda actuación fue la gala de ballet ruso organizada por la Compañía de Ballet Bolshoi en diciembre de 2012.